# Boris Tatar
Boris Tatar (ur. 17 marca 1993 w Podgoricy) – czarnogórski piłkarz występujący na pozycji obrońcy.

## Kariera piłkarska
Od 2010 roku występował w Budućnosti Podgorica, Kom Podgorica, Mladosti Podgorica, Bentleigh Greens, Zabjelu Podgorica, Ekenäs, FC Lahti i FC Machida Zelvia.